# Mănăstirea Săraca

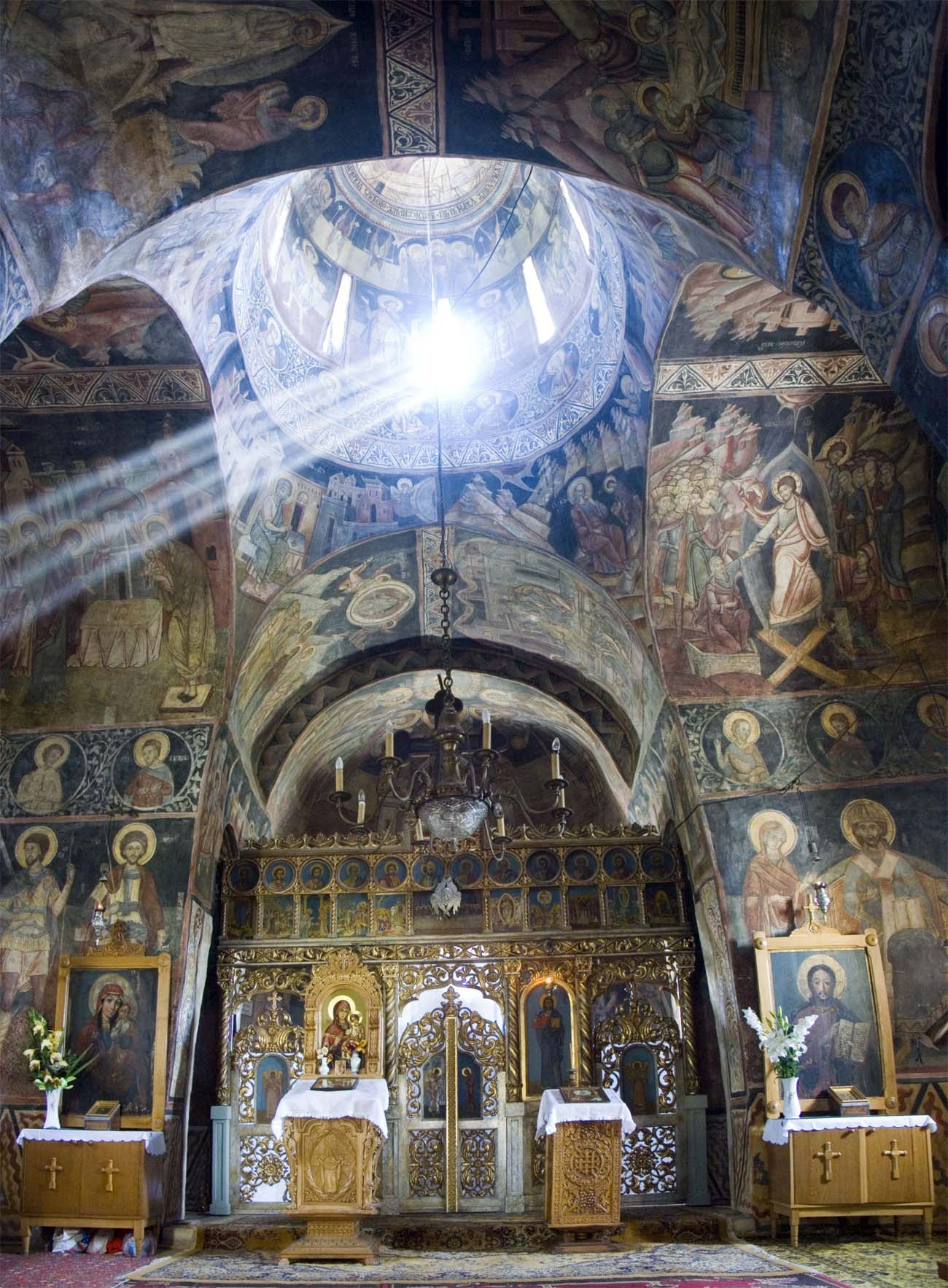
Interiorul naosului, spre iconostas, 2008

Mănăstirea Săraca este o mănăstire ortodoxă din județul Timiș. Este așezată în plină câmpie bănățeană, în localitatea Șemlacu Mic, orașul Gătaia, la 67 km sud de Timișoara. Hramul mănăstirii este „Schimbarea la Față” (6 august). Biserica veche a mănăstirii a fost ridicată în prima jumătate a secolului XV și se află pe lista monumentelor istorice, cod LMI: TM-II-m-A-06294. Aici există o icoană a Maicii Domnului despre care se spune că este făcătoare de minuni. Tot aici se mai găsesc și moaștele sfinților Nicolae, Tecla și Filofteia.
În primăvara lui 1999 un grup de tineri studenți ți elevi au plantat mai bine de 9000 de puieți în vecinătatea mănăstirii. Sub îndrumarea unui inginer silvic, organizați de o asociație din Timișoara și hrăniți de călugării de la mănăstire s-a realizat un parc dendrologic cu diferite specii de arbori. În 2019 se implinesc 20 de ani de atunci și mare parte din copaci sunt mari deja.

## Istoric

### Tradiția primei ctitoriri
Data exactă a întemeierii mănăstirii nu este cunoscută. Conform unor izvoare documentare cunoscute indirect biserica mănăstirii a fost (re)zidită în 1443 de către călugărul Macarie de la Tismana. Tradiția consideră ctitori la zidirea bisericii pe urmașii despotului Serbiei Gheorghe Brancovici, care au donat o icoană mănăstirii.

### A doua ctitorire
Mănăstirea a fost renovată în 1730, de către Giuriciko Lazarevici și fii săi Nicolae și Jivan. Cu această ocazie a fost repictată fresca de către zugravii Andrei cu fiul său Andrei, împreună cu Iovan și Chiriac. La începutul secolului XVIII mănăstirea adăpostea o școală unde se învăța și pictura de icoane.
Mănăstirea funcționează până în 1778, când din ordinul împăratului Iosif al II-lea este comasată cu Mănăstirea Mesici de lângă Vârșeț, unde sunt duse și obiectele de valoare (cărți, icoane, obiecte de cult). În anul 1782 autoritățile austriece scot la licitație clădirile mănăstirii care sunt cumpărate de către Ioan Ostoici, un dregător bogat din Timișoara. Mănăstirea va rămâne în proprietatea familiei Ostoici timp de 150 de ani, perioadă în care se părăginește dobândindu-și denumirea actuală de „Săraca”.

### A treia ctitorire
În 1932 Mănăstirea Săraca a fost răscumpărată de Episcopia Caransebeșului și a redevenit așezământ monahal. Desființată din nou în urma decretului comunist din 1959, va funcționa ca parohie. În anul 1963 au început lucrările care au dus la restaurarea completă a bisericii și a picturii. În 1987 s-a reluat viața monahală la insistența mitropolitului Nicolae Corneanu. Între anii 2001-2005 a fost ridicată noua biserică a Mănăstirii Săraca, pictată între 2006-2007 de pictorii Constantin și Petronia Dumitrescu-Gherghe.

## Imagini

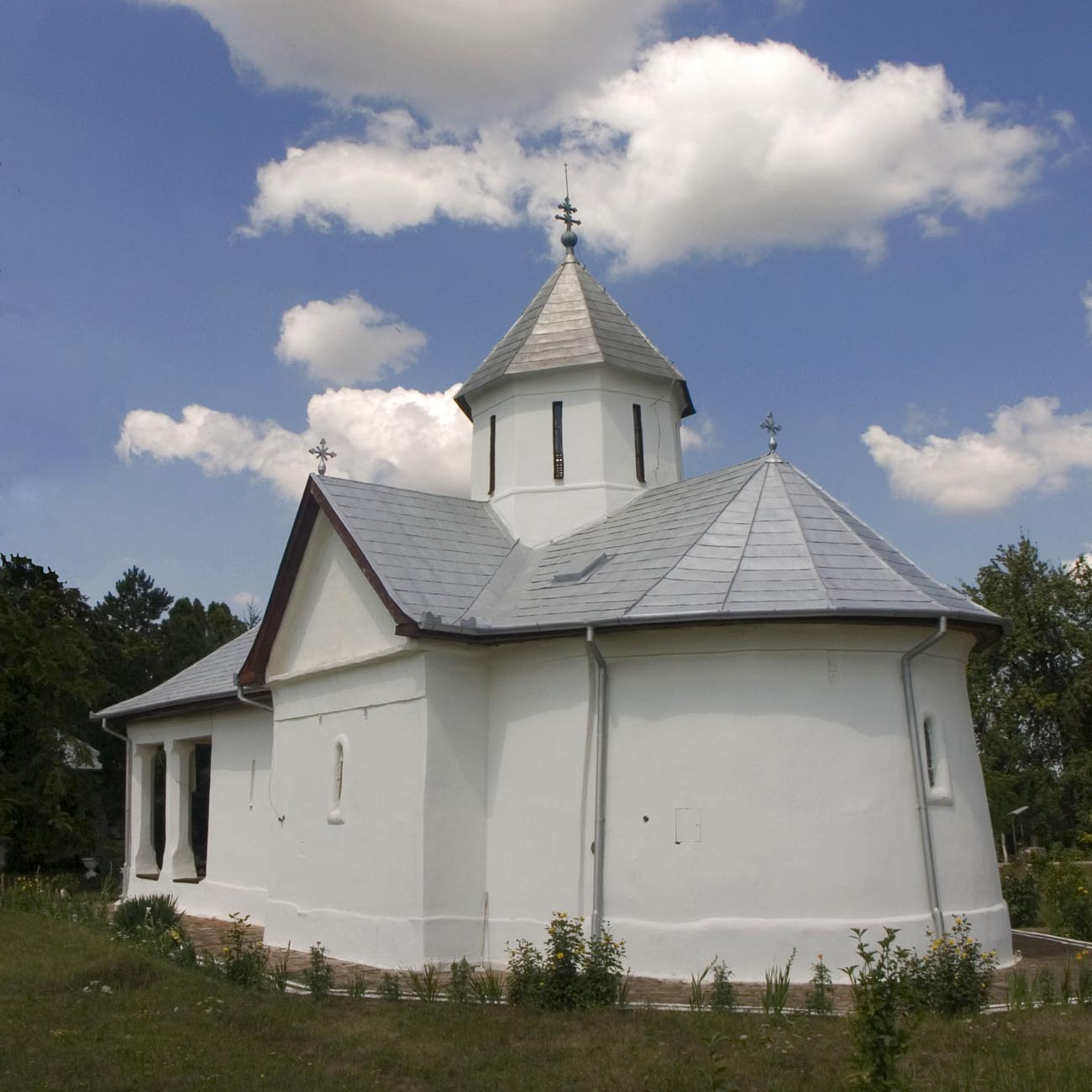
Biserica mănăstirii dinspre sud-est
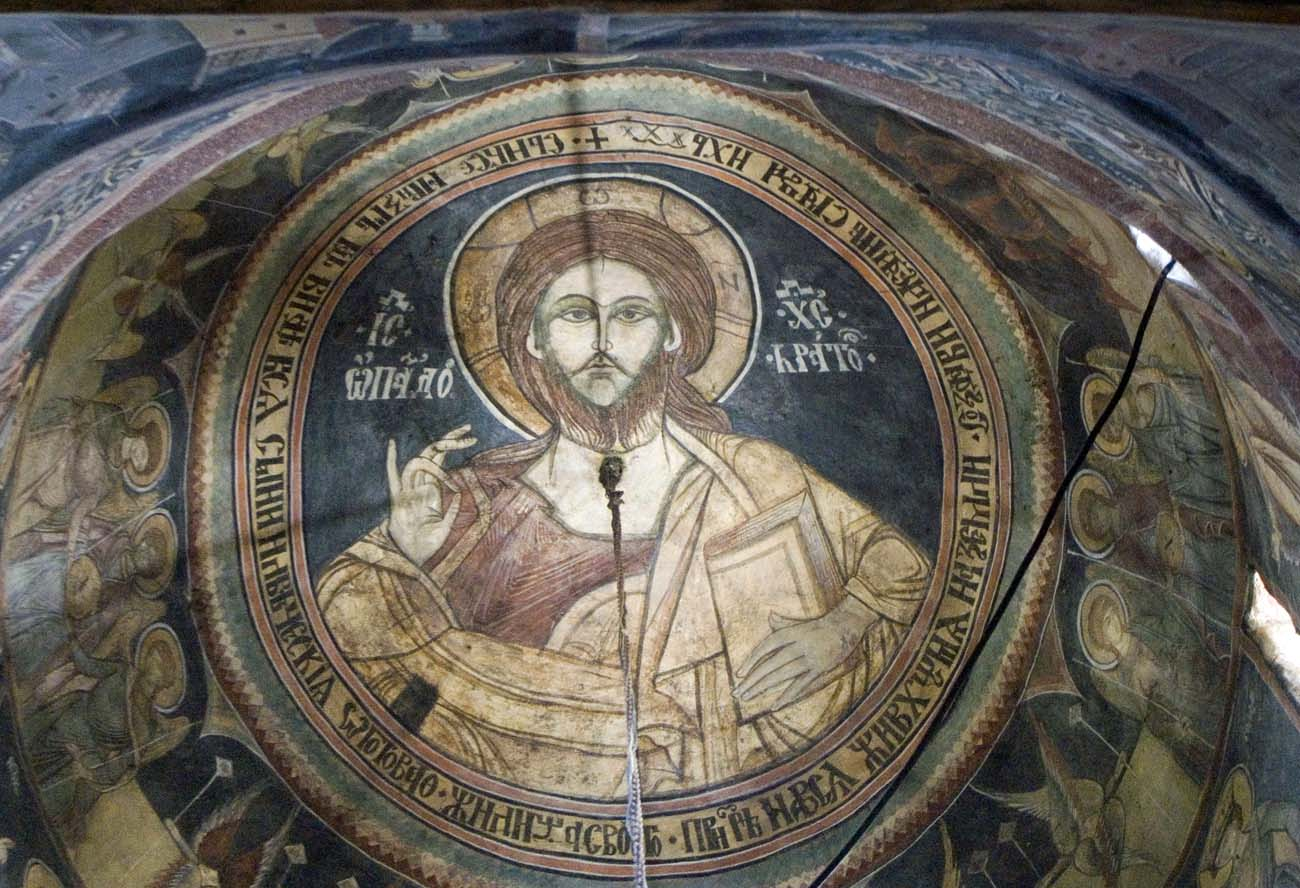
Iisus pantocrator în turla de peste naos
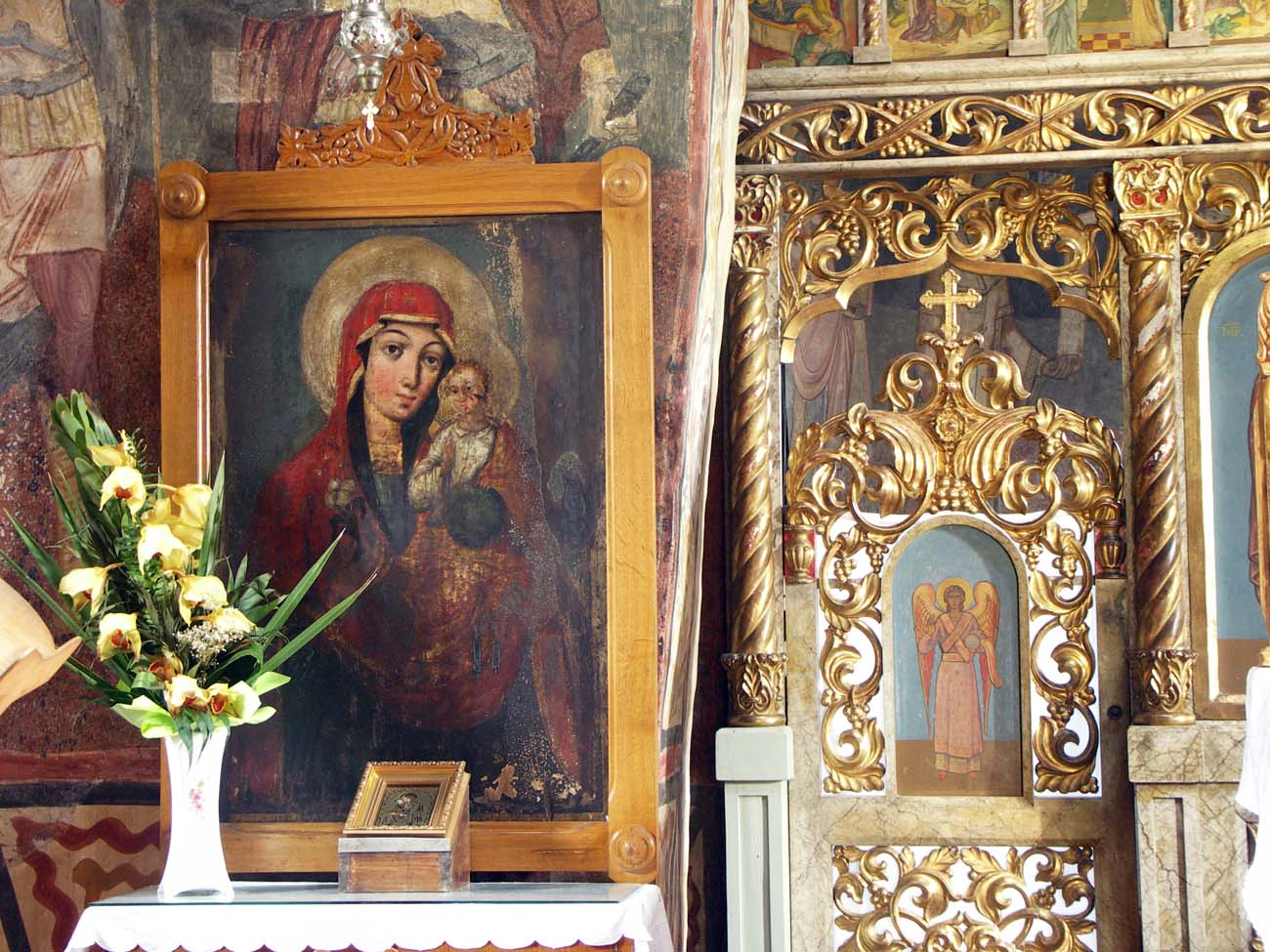
Icoana făcătoare de minuni

### Imagini de arhivă

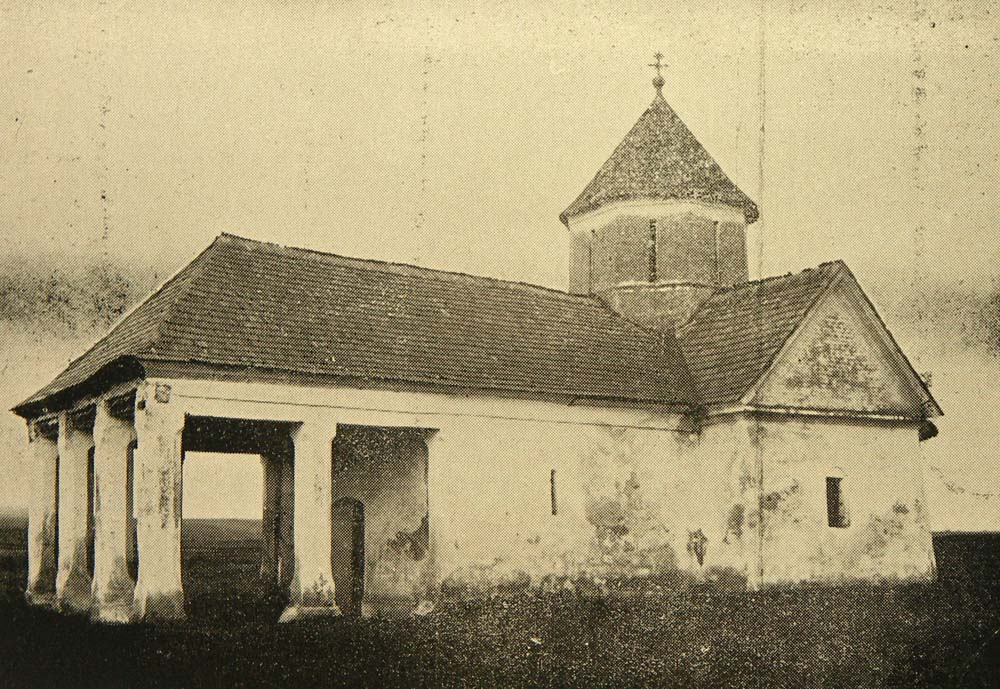
Biserica mănăstirii dinspre sud-vest, 1930
Vechiul iconostas al bisericii, 1930